# Tour de Catalogne féminin
Cet article concerne la course féminine. Pour la course masculine, voir Tour de Catalogne.
Le Tour de Catalogne féminin (officiellement Volta Ciclista a Catalunya femenina) est une course cycliste féminine par étapes disputée en Catalogne, en Espagne. Créée en 2024, l'épreuve fait partie du calendrier de l'Union cycliste internationale en catégorie 2.1. 

## Historique
Auparavant, une course féminine d'une journée appelée ReVolta avait lieu dans la région de 2018 à 2023. Il est décidé en 2023 que l'épreuve se transforme en tour complet.  

### 2024: triomphe de Vos, Wollaston meilleure sprinteuse
Le départ de la première édition a lieu à Manrèse lors d'une cérémonie inaugurale le 7 juin 2024. La course est remportée par Marianne Vos qui s’adjuge la deuxième étape. Tandis que les deux autres étapes voient la victoire d’Ally Wollaston,. 

### 2025: domination de FDJ et victoire de Vollering
La deuxième édition de la course est remportée par Demi Vollering après sa prise de pouvoir lors de la 2e étape. Sa coéquipière Élise Chabbey, après s’être imposée sur la 1re étape,  termine deuxième du classement général. Loes Adegeest remporte la dernière étape. 

## Description
L'itinéraire suit un parcours vallonné sur plusieurs étapes à travers la communauté autonome espagnole de Catalogne, au nord-est de l'Espagne.

## Palmarès

### Classement général
| Année | Vainqueur      | Deuxième        | Troisième       |
| ----- | -------------- | --------------- | --------------- |
| 2024  | Marianne Vos   | Riejanne Markus | Katrine Aalerud |
| 2025  | Demi Vollering | Élise Chabbey   | Marion Bunel    |

### Classements annexes
| Année | Classement par points | Classement de la meilleure grimpeuse | Classement de la meilleure jeune | Classement par équipes |
| ----- | --------------------- | ------------------------------------ | -------------------------------- | ---------------------- |
| 2024  | Ally Wollaston        | Justine Ghekiere                     | Solbjørk Minke Anderson          | Visma-Lease a Bike     |
| 2025  | Demi Vollering        | Demi Vollering                       | Marion Bunel                     | Visma-Lease a Bike (2) |

### Plus grand nombre de victoires d’étapes
| Rang | Nom            | Victoires d’étapes |
| ---- | -------------- | ------------------ |
| 1    | Ally Wollaston | 2 (2024)           |
| =2   | Marianne Vos   | 1 (2024)           |
| =2   | Demi Vollering | 1 (2025)           |
| =2   | Loes Adegeest  | 1 (2025)           |
| =2   | Élise Chabbey  | 1 (2025)           |